# Scorpaenichthys marmoratus
Scorpaenichthys marmoratus ist eine Fischart aus der Gruppe der Groppenverwandten (Cottales). Sie kommt küstennah im nordöstlichen Pazifik von Sitka an der Küste des südöstlichen Alaska bis Punta Abrejos auf der mexikanischen Halbinsel Niederkalifornien vor und lebt von der Gezeitenzone bis in Tiefen von etwa 70 Metern. Nachdem sie lange den Groppen zugerechnet wurde, wird sie in der aktuellen Systematik der Knochenfische in eine eigenständige, monotypische Familie gestellt, die Scorpaenichthyidae.

## Merkmale
Scorpaenichthys marmoratus wird fast einen Meter lang und ist damit die größte Groppenart. Sie erreicht ein Gewicht von 14 kg. Die Fische sind völlig schuppenlos. Der Kopf wirkt bullig. Oberhalb der Augen befindet sich jeweils ein verzweigtes Hautbüschel. Der obere Stachel des Vorkiemendeckels ist abgerundet oder leicht gebogen. Oberhalb der Oberlippe befindet sich eine deutliche Hautfalte. Scorpaenichthys marmoratus ist auf der Rückenseite braun, gelblich, grünlich oder rötlich, auf der Bauchseite weißlich. Die Schwanzflosse ist leicht abgerundet.
Flossenformel: Dorsale VIII-XII/15–18, Anale 0/11–13, Ventrale 5.

## Lebensweise
Scorpaenichthys marmoratus lebt in felsigen Habitaten, in Tangwäldern sowie auf sandigen und schlammigen Meeresböden. Er ernährt sich von Krebstieren, Fischen und Weichtieren. Zur Fortpflanzung sammeln sich die Fische in größeren Gruppen.

## Nutzung
Scorpaenichthys marmoratus gehört zu den wenigen Groppenverwandten, die eine wirtschaftliche Bedeutung haben. Das Fleisch gilt als gut, ist oft aber grünlichblau gefärbt. Die Färbung verschwindet beim Kochen. Der Rogen von Scorpaenichthys marmoratus enthält Dinogunellin und ist dadurch giftig.